# Hrabstwo Dougherty

Piramida wieku hrabstwa

Hrabstwo Dougherty (ang. Dougherty County) – hrabstwo w stanie Georgia w Stanach Zjednoczonych. Jego siedzibą administracyjną jest Albany.

## Geografia
Według spisu z 2000 roku obszar całkowity hrabstwa obejmuje powierzchnię 334,64 mil2 (866,71 km²), z czego 329,60 mil2 (853,66 km²) stanowią lądy, a 5,04 mil2 (13,05 km²) stanowią wody.

### Miasta
- Albany
- Putney (CDP)

### Sąsiednie hrabstwa
- Hrabstwo Lee (północ)
- Hrabstwo Worth (wschód)
- Hrabstwo Mitchell (południe)
- Hrabstwo Baker (południowy zachód)
- Hrabstwo Calhoun (zachód)
- Hrabstwo Terrell (północny zachód)

## Demografia
Według spisu z 2020 roku liczy 85,8 tys. mieszkańców, co oznacza spadek o 9,3% w porównaniu z poprzednim spisem z roku 2010. Według danych pięcioletnich z 2021 roku 71,7% to czarnoskórzy lub Afroamerykanie, 25,3% biali (23,3% nie licząc Latynosów), 1,5% miało rasę mieszaną, 0,9% Azjaci, 0,4% to rdzenna ludność Ameryki i 0,2% pochodziło z wysp Pacyfiku. Latynosi stanowili 3,3% populacji hrabstwa.

## Religia
W 2020 roku pod względem członkostwa, w krajobrazie religijnym hrabstwa przeważają protestanckie wspólnoty baptystyczne (23,8%), metodystyczne (7,7%), zielonoświątkowe (ok. 5%) i inne ewangelikalne (ponad 10%). Inne religie obejmowały katolików (2,5%), hinduistów (2%), świadków Jehowy (1,5%), muzułmanów (0,73%) i mormonów (0,66%).

## Polityka
Hrabstwo jest silnie demokratyczne, gdzie w wyborach prezydenckich w 2020 roku, 69,6% głosów otrzymał Joe Biden i 29,6% przypadło dla Donalda Trumpa. 